# رودریگو لوپز (بازیکن فوتبال)
رودریگو لوپز (انگلیسی: Rodrigo López؛ زادهٔ ۲۱ ژانویهٔ ۱۹۷۸) بازیکن فوتبال اهل اروگوئه است.
از باشگاه‌هایی که در آن بازی کرده‌است می‌توان به باشگاه فوتبال کاوالا، باشگاه فوتبال تورینو، باشگاه ورزشی ریور پلاته (مونته‌ویدئو)، باشگاه فوتبال دانوبیو، باشگاه فوتبال آمریکا، باشگاه فوتبال لیبرتاد، باشگاه فوتبال گوارانی (پاراگوئه)، باشگاه فوتبال کولو-کولو، باشگاه ورزشی الیمپیا، باشگاه فوتبال استودیانتس، باشگاه فوتبال پاچوکا، باشگاه فوتبال ولز سارسفیلد، باشگاه فوتبال سرو پورتنیو، و باشگاه فوتبال بانفیلد اشاره کرد.
وی همچنین در تیم‌های ملی فوتبال زیر ۲۰ سال و بزرگسالان اروگوئه بازی کرده‌است.